# Giselher von Nieding
Ingbert Giselher von Nieding (* 17. Februar 1938 in Danzig; † 28. Oktober 1987) war ein deutscher Mediziner. Er leitete in den 1980er-Jahren das Institut für Wasser-, Boden- und Lufthygiene.

## Leben
Giselher von Nieding studierte an der Johannes Gutenberg-Universität Mainz und an der Freien Universität (FU) Berlin Medizin und legte im Jahr 1966 seine ärztliche Prüfung ab. Im Folgejahr promovierte er an der FU Berlin. Im Jahr 1975 habilitierte er sich für das Fach Arbeitsmedizin. 1980 wurde von Nieding zum Außerplanmäßigen Professor an der FU Berlin ernannt. Nach Tätigkeiten am Krankenhaus Bethanien Moers und im Bundesgesundheitsamt trat er im April 1984 die Nachfolge von Karl Aurand in der Leitung des Instituts für Wasser-, Boden- und Lufthygiene an, die er bis zu seinem Tod innehatte.
Giselher von Nieding war ab 1974 ehrenamtlich für die Kommission Reinhaltung der Luft (KRdL) tätig. 1980 wurde er Obmann des VDI-Ausschusses „Wirkung von Luftverunreinigungen auf den Menschen“. Im Jahr 1985 wurde er Beiratsmitglied der KRdL.
Die Deutsche Gesellschaft für Arbeitsmedizin zeichnete Giselher von Nieding 1972 mit dem E.-W.-Baader-Preis aus. Im Jahr 1987 erhielt er aufgrund seiner ehrenamtlichen Tätigkeit für die KRdL die VDI-Ehrenmedaille.

## Schriften (Auswahl)
- Maximaler Exspirationsstrom und Vitalkapazität bei Asthma, Emphysem und Lungenstauung. Dissertationsschrift. Berlin 1967.
- Untersuchung über die Entstehung und Wirkung gefährdender Stoffe beim Schweissen und Schneiden in Druckluft. Deutscher Verlag für Schweißtechnik, Düsseldorf 1983 (zusammen mit Henning Preß).
- Smogepisoden. Konferenzschrift. Fischer, Stuttgart/New York 1986 (als Herausgeber zusammen mit K. Jander).